# The Troop
The Troop was een Canadese-Amerikaanse actiekomedie-televisieserie. De serie wordt sinds september 2009 uitgezonden op Nickelodeon. In Nederland is de serie te zien in nagesynchroniseerde vorm. Sinds februari 2011 is de serie ook te zien op TeenNick. Op deze zender wordt de serie uitgezonden in het Engels met Nederlandse ondertiteling.
De serie gaat over de drie tieners in Lakewood: Jake, Hayley en Felix, die op monsters jagen onder leiding van de conrector van hun school, Meneer Stockley.
Voor seizoen 2 ging de show overhoop, Felix (David Del Rio) verdween uit de serie en daarvoor kwamen Kirby Bancroft-Cadworth III (Matt Shively) en Cadence Nash (Malese Jow) in de plaats. Ook veranderde de vormgeving in een meer stripboek achtige vorm en zit er meer actie en komedie in de serie.
Deze veranderingen waren positief voor de waardering en de kijkcijfers van de serie.
De serie is opgenomen vanuit een enkel cameraperspectief.

## Verhaal
Jake Collins is een tiener met een typisch leven: een kwal van een buurman, pech op school etc. Als hij op een dag van kluisje moet wisselen omdat zijn oude kluisje volliep, komt hij te laat voor natuurkunde, zodat hij moet samenwerken met Felix, de nerd van de school. Als hij later op de dag de uitslag van zijn beroepskeuzetest krijgt te horen, wordt Jake gevraagd of hij lid wil worden van de Troop, een wereldwijde groep die op monsters jaagt. De Troop van Lakewood bestaat uit Hayley en Felix, en hun begeleider, mr. Stockley. Jake wordt even op de hoogte gebracht van wat de Troop allemaal doet, als er gelijk een monster wordt gesignaleerd, een basilisk. Dit hagedisachtige monster kan mensen in steen veranderen, waardoor Jakes buren ook in steen worden veranderd. Als de Basilisk is verslagen, is Jake officieel lid van de Troop. Waarna nog vele monsters worden verslagen en vanaf seizoen 2 er nieuwe karakters in komen.

## Personages

### Hoofdpersonen
Jake CollinsDe hoofdrolspeler van de serie. Hij is het nieuwste lid van de Troop en moet flink wennen aan de werkwijze van zijn collega`s. Jake is minder ervaren dan de andere leden, maar zijn vaardigheden en reflexen zijn buitengewoon goed, en hij vertrouwt vaak op zijn instinct. Hij wordt gespeeld door Nicholas Purcell.
Hayley SteeleLid van de Troop. Ze is de populairste op school en doet aan veel activiteiten op en rond de school mee. Zo zit ze onder andere in de leerlingenraad, bij het cheerleader team, en bij de toneelclub. Ze heeft moeite de vriendelijkheid te winnen van Angie, een andere leerling op Lakewood High, nadat ze een cakeje tegen haar kleren drukte toen ze haar kluisje openmaakte. Ze wordt gespeeld door Gage Golightly
Felix GarciaLid van de Troop. Hij ziet Jake als zijn beste vriend nu ze allebei bij de Troop horen. Hij is de grootste sukkel van de school, maar voelde zich erg populair toen de Troop uit Japan kwam en hij erg werd gewaardeerd. Op de kleuterschool was hij vrienden met Hector, die nu in de leerlingenraad zit, en nam het voor hem op toen Hector voor schut stond, en volgens hem was dat de reden dat hij nu zoveel wordt gepest. Hij wordt gespeeld door David Del Rio.
Kirby Bancroft-Cadworth IIIHij is lid van de Troop, in seizoen 2 vervangt hij Felix. Hij maakt veel uitvindingen, maar sommige werken niet zoals het eigenlijk bedoeld was. Hij wordt gespeeld door Matt Shively
Mr. StockleyHij is de leider van de Troop in Lakewood en de conrector van Lakewood High. Hij is een ervaren lid van de Troop, maar nu hij ouder is geworden, zijn zijn vaardigheden achteruitgegaan. Hij heeft in zijn jonge jaren in een boyband met zijn vrienden gezeten, als Sir Flash. Hij wordt gespeeld door John Marshall Jones.
Cadence NashLeerling op de Lakewood Highschool, maar ze is tegelijkertijd ook een half monster, een zogenaamde bloedthraser. Maar ze wil geen monster zijn, ze wil een mens zijn. Later van seizoen 2 is duidelijk dat ze Trooplid is. Nash heeft in de serie een arrogant en gemeen karakter. Zij wordt gespeeld door Malese Jow.

### Overige personages
Augustus(Gus)Gus is de antagonist van de Troop. Hij verscheen voor het eerst in de aflevering "No more master nice guy" en later ook nog in ""My Gus Is Back, and You're Gonna Be In Trouble". Hij maakte eens kennis met de Doulos, een levensgevaarlijk monster, die ooit een Troop lid heeft gedood, en wist hem in zijn macht te krijgen. Toen de Troop de Doulos had verslagen, hadden ze Gus zijn geheugen gewist door middel van een Snark, maar Gus had oordopjes in waardoor hij alles nog wist. Sindsdien blijft hij ze lastigvallen. Hij wordt gespeeld door Chad Crowchuk
Phoebe CollinsJake`s kleine zusje. Ze zou misschien ook voorbestemd zijn voor de Troop, toen ze niet bang bleek te zijn voor een kleine baby draak. Ze heeft ook ooit haar broer gered in I, Monster, toen ze hem belde, en Jakes mobiele telefoon afging in de cocon waar hij in vastzat, waardoor Hayley en Felix erachter kwamen dat Jake het monster was. Ze wordt gespeeld door Matreya Fedor.
Etiennekomt regelmatig voor in de serie. Hij zit samen met Hayley in de toneelclub, en in Do the Worm was hij ook de dj op het bovenbouwfeest. Hij wordt gespeeld door Eduard Witzke
Angie CrabtreeEen meisje dat ook op Lakewood High zit. Ze heeft een hekel aan Hayley sinds ze haar per ongeluk met een cakeje besmeerde toen Hayley haar kluisje opendeed. Ze wordt gespeeld door Brenna O'Brien.